# Geissorhiza ovalifolia
Geissorhiza ovalifolia är en irisväxtart som beskrevs av Robert Crichton Foster. Geissorhiza ovalifolia ingår i släktet Geissorhiza och familjen irisväxter. Inga underarter finns listade i Catalogue of Life.